# جورج فريدريك شميت
جورج فريدريك شميت (بالألمانية: Georg Friedrich Schmidt)‏ هو نقاش أطباق نحاسية ‏ ورسام ألماني، ولد في 24 يناير 1712 في Wandlitz ‏ في ألمانيا، وتوفي في 25 يناير 1775 في برلين في ألمانيا.